# عصية زوجية بكينية
عصية زوجية بكينية (الاسم العلمي: Dyadobacter beijingensis) هي نوع من البكتيريا، سلبية الغرام، تتبع جنس عصية زوجية.